# Winnetou, der Apache
Winnetou, der Apache ist eine Theaterproduktion, die 1980 in 32 Vorstellungen in der Wiener Stadthalle sowie 1988 in 52 Vorstellungen bei den Karl-May-Spielen in Bad Segeberg aufgeführt wurde. Das Textbuch stammte dabei von Pierre Brice.

## Handlung (nach der Version Wien 1980)
In Santa Mesa del Corbre leben die Siedler in Frieden mit den Apachen. Eines Tages taucht der „General“ mit einem Haufen fragwürdiger Kumpanen in der Stadt auf und versucht, sich an Ribanna heran zu machen, die mit ihrem zehnjährigen Sohn Harry und Sam Hawkens bei Mother Thick in der Taverne ist. Als ihr Mann Old Firehand dies mitbekommt, räumt er mit dem Gesindel tüchtig auf. Währenddessen trifft in den Bergen eine amerikanische Militärtruppe auf Winnetou, um den Friedensvertrag zu unterschreiben. Später trifft Winnetou auf Old Firehand, der seine Zweifel daran hegt, ob sich alle Indianer an den Friedensvertrag halten.
Der Apache Til-lata hat ein Plakat gefunden, auf dem 20 Dollar für einen Indianerskalp geboten werden. Er hat drei weiße Männer als Gefangene bei sich, als er ins Lager zurückkehrt. Winnetou kann ihren Tod durch einen Zweikampf verhindern. Er weiß, dass der „General“ hinter diesen Plakaten steckt, der sich auch an der Kupfermine der Indianer zu schaffen machen möchte. Winnetou reitet in die Stadt und wird dort gefangen genommen, weil eine Kutsche die drei verschwundenen Weißen zurückbringt – tot. Winnetou wusste nichts davon, eine Soldatengruppe nimmt ihn mit, um den Vorfall zu klären.
In den Bergen überfällt der „General“ den Trupp und nimmt Winnetou gefangen, um ihn dazu zu zwingen, die Kupfermine abzutreten. Sam Hawkens, Mother Thick, Ribanna und Harry gelingt es, Winnetou zu befreien. Er nimmt Ribanna und ihren Sohn mit sich ins Lager der Apachen. Halbblut Harry und seine indianischen Freunde wollen sich an die Fersen des „Generals“ heften, werden allerdings von dessen Wachen entdeckt und gefangen genommen. Winnetou kann die Jungen befreien, der „General“ flieht. Doch er kann seinem Schicksal nicht entkommen, die Apachen finden ihn und bereiten seinen Machenschaften ein Ende.

## Aufführungen
- Wien 1980[1]
- Bad Segeberg 1988[2]

## Sonstiges
Pierre Brice arbeitete dabei mit Jean-Claude Deret zusammen, den er von der gemeinsamen Fernsehserie Mein Freund Winnetou kannte und der kurzerhand in seiner alten Rolle als Fotograf Charbonneau auftrat.